# David Lucas (football)
Pour les articles homonymes, voir David Lucas et Lucas.
David Lucas est un footballeur anglais né le 23 novembre 1977 à Preston, il mesure 1,85 m. Il est actuellement entraîneur de gardiens dans le club de Fleetwood Town.

## Biographie
Le 1er janvier 2013, il quitte Birmingham City, son dernier club, et devient entraîneur de gardiens à Fleetwood Town.